# Kransmalva
Kransmalva  eller Malva verticillata (Malva verticillata) är en växtart i familjen malvaväxter. 
Den kallas även kinesisk malva och är en ört som länge nyttjats (oftast som ett te) i kinesisk medicin, och numera även globalt inom alternativ medicin. Malva verticallata-te förekommer vid behandling av förstoppning, njursjukdomar, halsont, otillräcklig bröstmjölk. Forskningen är fortfarande otillräcklig när det gäller biverkningar vid intag av växten, och den har sagts kunna orsaka allergiska reaktioner samt ha potential att sänka blodsockernivåerna, vilket orsakar hypoglykemi och är särskilt besvärligt för människor med diabetes som använder insulin för att kontrollera glukosnivåerna. 